# 양창영 (정치인)
양창영(楊昶榮, 1943년 3월 10일 ~ )은 대한민국의 정치인이다. 본관은 중화이며 경상북도 예천군 용궁면 월오리 출신이다. 제19대 새누리당 비례대표 국회의원을 역임했다. 안종범 의원이 청와대 경제수석에 지명되면서 의원직을 사퇴함에 따라 비례대표 의원직을 승계했다.

## 학력
- 경북대학교 사범대학 부설고등학교 졸업
- 연세대학교 정치외교학과 졸업
- 세종대학교 대학원 경영학 박사 과정 졸업

## 주요 이력
- 세계도덕재무장운동(MRA) 한국본부 부총재
- 사단법인 세계한인상공인총연합회 사무총장
- 호서대학교 해외개발학과 교수
- 평양과학기술대학교 설립 대외 부총장
- 서울벤처대학원대학교 총장
- 사단법인 대한노인회 고문
- 대한민국헌정회 통일문제연구특별위원회 위원장

## 역대 선거 결과
| 실시년도 | 선거  | 대수 | 직책     | 선거구   | 정당     | 득표수      | 득표율         | 순위          | 당락 | 비고       |
| -------- | ----- | ---- | -------- | -------- | -------- | ----------- | -------------- | ------------- | ---- | ---------- |
| 2012년   | 총선  | 19대 | 국회의원 | 비례대표 | 새누리당 | 9,130,651표 | \| \| 42.8% \| | 비례대표 28번 |      | 초선, 승계 |
|          | 42.8% |      |          |          |          |             |                |               |      |            |